# Бук (древесина)
Бук — древесина различных видов деревьев рода Бук (лат. Fagus). В Европе этим названием обозначается в первую очередь древесина Бука лесного (лат. Fagus sylvatica), используемого в различных целях, особенно при строительстве и изготовлении мебели. Иногда «белым буком» называют древесину граба, которая тем не менее сильно отличается от буковой.
По стандарту DIN 4076 древесина бука обозначается сокращением „BU“.

## Значение
Бук является в некоторых частях Западной и Центральной Европы самой распространённой лиственной породой деревьев. В Германии он занимает около 13,7 % общей площади лесов, в Западной Германии эта доля составляет до 16 %. Ежегодно в Германии производится порубка этой породы дерева примерно с 7 миллионов м² (что составляет около 1/6 общей площади годичной вырубки в Германии), что делает бук самой значительной породой твердолиственной древесины в Германии.

## Свойства
Буки растут в лесу прямыми деревьями с длинными стволами без сучьев. Длина ствола без сучьев достигает 15 м при общей высоте от 30 до 35 м (максимально 45 м), максимальный диаметр ствола достигает 1,5-2 м, а доживает это дерево до 250-300 лет. Возраст, в котором производится порубка буков, составляет 100-140 лет, к этому времени деревья имеют стволы диаметром 30-50 см. Ежегодные приросты составляют около 4 m³ в год, причём вначале деревья растут очень медленно, на хорошей почве к 120 годам прирост может составлять до 8,7 м³ в год.
Как и обыкновенный ясень, бук относится к деревьям с нерегулярным образованием отличающегося по цвету ядра; это значит, что ядровая древесина и заболонь одних деревьев может быть практически одного цвета — от бледно-жёлтого до розоватого, а другие имеют очень яркую красно-коричневую ядровую древесину («красное ядро»). Заболонь как правило очень широкая, красное ядро, в зависимости от условий произрастания, образуется только после 80 лет; примерно после 120 лет у буков происходит скачкообразное образование красного ядра и в возрасте 150 лет от 80 до 100 % буков имеют соответственно окрашенное ложное ядро. После пропаривания вся древесина за пределами окрашенного ядра принимает равномерный красно-коричневый цвет. Годичные кольца ясно отличимы на чистых поперечных срезах одно от другого и расположены местами волнообразно. Волокна многочисленные и расположены беспорядочно, поры видны только через лупу, на срезе вдоль поры не видны. Примечательными являются заметные древесные лучи, напоминающие в тангенциальном направлении веретёнца, а в радиальном плоские зеркальца. Вообще внешний вид древесины имеет мало отличительных признаков.
Буковая древесина очень тверда и имеет плотность 720 кг/м³ при 12-15 % влажности, что относит её, как и схожую по плотности древесину дуба, к отечественным тяжёлым твердолиственным породам древесины. Она очень однородна по плотности, вязка, малоэластична и обладает в качестве строительной древесины хорошей прочностью. Тем не менее, эта древесина сильно коробится и после сушки не показывает слишком хорошей устойчивости; к тому же бук сильнее сгибается под нагрузкой, чем другие виды конструкционной древесины. Из-за таких свойств, а также из-за сильной повреждаемости грибами, бук не применяется там, где возможны сильные перепады влажности воздуха и его нельзя применять вне помещений в неимпрегнированном виде. Однако он воспринимает лёгкое импрегнирование, что делает его более долговечным, притом он очень долго выдерживает и экстремальные погодные условия.
Как в виде кругляка так и в виде пиломатериалов бук требует бережного обращения. Он склонен к впитыванию влаги, а также к плесневению, кроме того быстро трескается и коробится. Соответственно бук должен быть по возможности быстро вывезен с места рубки и распилен, однако сушка не должна быть слишком быстрой из-за склонности к растрескиванию. Пропаривание древесины наряду с изменением цвета приводит к некоторому смягчению древесины и снятию внутренних напряжений, что улучшает её обрабатываемость и сгибаемость. За счёт однородной структуры эту древесину можно без проблем резать, фрезеровать, обрабатывать рубанком, сверлить и шлифовать, она также хорошо обрабатывается на токарном станке и подходит для резьбы по дереву. После пропаривания её можно очень хорошо гнуть, в этом её превосходит только ясень. Соединения шурупами и гвоздями держатся хорошо, клееные соединения — очень хорошо. Поверхности можно полировать, морить и окрашивать. Покрытие лаком не вызывает трудностей. Бук нельзя применять в композитах с цементом, из-за того, что он тормозит застывание цемента.

## Применение
Бук продаётся и перерабатывается как в виде кругляка так и в виде пропаренных или непропаренных пиломатериалов и шпона; эта древесина представляет собой важнейший вид твердолиственной древесины в Германии. Наряду с елью и сосной это наиболее используемая в промышленности древесина, с другой стороны для этого ценимого дерева существует множество применений. Однако эта древесина применяется лишь ограниченно в виде массивных деталей как конструкционная и строительная из-за своей малой формоустойчивости. Всего известно более чем 250 применений для буковой древесины. Примерно половина из них относится к промышленному использованию, для изготовления фанеры и ДВП, получению целлюлозы для бумажной промышленности и особенно высокочистой целлюлозы для производства регенерированных волокон, таких как вискоза и лиоцелл для изготовления текстиля и технического текстиля Также часто бук применяется в производстве электрогитар, что при отсутствии должного ухода может плохо сказаться на конструкционной устойчивости инструмента.

### Древесина для строительства и мебели
Главной областью использования бука является производство мебели, где он применяется как в виде цельной древесины, так и в виде фанеры, формованной фанеры или формованного шпона. Это дерево служит для изготовления твёрдых и стойких поверхностей интенсивно эксплуатируемой мебели, особенно детской и молодёжной, офисной мебели и сидений в общественных местах. В производстве стульев бук используется больше других пород древесины, кроме того, из него изготавливают кровати, столы и каркасы мягкой мебели, садовую мебель и шезлонги. В интерьерах буковый шпон используют для покрытий стен и потолков, из-за своей твёрдости он часто используется при строительстве лестниц, а также деревянных полов и паркета.
Широчайшую область использования этой древесины представляют собой повседневные предметы. Здесь она применяется как для кухонного инвентаря, такого как разделочные доски, подносы, блюда и ручки ножей, щёток, так и для рукояток инструментов, верстаков, линеек и прищепок. В производстве игрушек это дерево используется чаще всего, так как твердо и не занозится. Из-за хорошей способности к шпонированию и склеиванию эта древесина занимает центральное место в производстве композитных материалов из древесины — особенно различных видов фанер, сборных досок, модифицированной древесины.

### Тара
В производстве тары буковая древесина наряду с хвойными породами имеет большое значение для изготовления транспортных поддонов из цельной древесины и фанеры, а также для изготовления ящиков и бочек. Она применяется в виде фанерных листов для изготовления нагрузочных площадок контейнеров и кузовов грузовых автомобилей, кроме того, её используют в форме композитов со сталью для особых целей. Пропитанные маслом шпалы из бука используются для строительства железнодорожных путей и после срока эксплуатации — для ландшафтного благоустройства и в садовом дизайне.

### В автомобилестроении
Традиционно именно из бука, как обладающего сочетанием сравнительно невысокой цены с достаточной прочностью, изготавливались каркасы кузовов автомобилей, строившихся кузовными ателье по индивидуальным заказам, и автобусов — такая практика продержалась в Европе как минимум до пятидесятых-шестидесятых годов XX века. В первую очередь это относится к Германии; в СССР при производстве деревянных каркасов кузовов (развозных фургонов, автобусов, кабин грузовиков) предпочитали более дешёвую, но менее прочную берёзу, а английские кузовщики любили работать с древесиной ясеня, как более лёгкой при той же прочности.

### Топливо
Буковая древесина представляет собой прекрасные дрова, которые очень долго горят спокойным жарким пламенем и обладают теплотой сгорания 19,7 МДж/кг. Из-за высокой температуры горения бук подходит для приготовления гриля. Оценка бука как топлива привела к специфическому, вряд ли ещё практикуемому способу хозяйствования, при котором отросшие побеги деревьев раз в несколько лет срезались на дрова («низколесное хозяйство»).
Также велико значение древесины бука как сырья для прекрасного древесного угля.

### Прочее
Древесина бука содержит ряд ценных химических веществ и путём сухой перегонки из неё получают уксус, деготь, поташ, щёлок, креозот. Кроме того древесина является исходным сырьём для получения метилового спирта

## Частые пороки древесины бука

### Ложное ядро
Бук относится к безъядерным лиственным деревьям, для которых свойственно аномальное потемнение древесины в центре ствола, напоминающее по форме настоящее ядро.
Возникновение и развитие ложного ядра связано с заражением дерева грибами через поврежденный ствол и омертвевшие суки. Постепенно внутри ствола отмирают клетки, и образуется ложное ядро. Интенсивный рост гифовых нитей приводит к разрушению клеточных стенок и развитию гнили.
Структуру ложного ядра определяет вид грибов, паразитирующих в стволе дерева. При заражении сапрофитами (грибами, питающимися содержимым клеток) древесина не разрушается: ложное ядро выделяется на фоне здоровых тканей более темным цветом. При таком заражении эксплуатационные характеристики древесины не ухудшаются, и растение считают деревом со «здоровым» ложным ядром, или ядром без гниения (небольшие отличия заметны в продольном растяжении, изгибании при ударе и твердости торца).
Если ложное ядро появилось после заражения дереворазрушающими грибами, то со временем сердцевину ствола поражает гниль. Участки дерева с гнилью определяют по наличию белых выцветов и черных извилистых линий.

### Задыхание
На круглых буковых пиломатериалах, которые хранят летом, теплой весной или осенью в условиях высокой влажности, наблюдают изменение окраски, вызванное заражением дереворазрушающими грибами.
Задыхание протекает в две стадии:
1. Однородная буро-красная окраска (обурение древесины);
2. Полосатость (серо-бурые, фиолетово-бурые и темные полосы).

Следующую стадию структурных изменений древесины считают отдельным пороком, который называют «мрамор».
Благоприятные условия развития дереворазрушающих грибов:
- Температура 15-25°С
- Влажность 30-60%

### Мраморная гниль («мрамор»)
Это завершающая стадия задыхания, которую выделяют в качестве отдельного порока древесины. Мрамор определяют по выцветшим пятнам и полосам на древесине, ограниченным темно-бурыми извилистыми линиями. Последняя стадия мрамора — разрыхление и размягчение древесных тканей, сопровождаемое потерей массы и растиранием в труху.
Мраморную гниль идентифицируют по крупным трещинам на спиле и развившимся плодовым телам грибов (внешние поверхности пиломатериалов не меняются). Для определения объема и глубины поражения рекомендуют проводить пробную распиловку или колку сортиментов.
Мраморная гниль ухудшает физико-механические свойства буковой древесины. При появлении первых признаков мрамора прочность статичного изгиба снижается на 30%, а сопротивление ударному изгибу — на 60%.
В конечной стадии развития древесина утрачивает способность сопротивления механическим нагрузкам и подходит только для отопления (с учетом пониженной тепловой отдачи).